# Kempten (Allgäu)
Kempten (Allgäu) je město v Bavorsku, centrum historického regionu Allgäu. Leží v údolí řeky Iller, je to druhé nejvýše položené německé město nad 70 000 obyvatel (2019). Území města se skládá z historických čtvrtí Kempten, Sankt Lorenz, Sankt Mang a více než 150 připojených osad. 
K 31. prosincie 2023 zde žilo 65.933  obyvatel.

## Historie

### Antika
Kempten patří mezi nejstarší německá města. Dosud chybí archeologické doklady jeho předřímského osídlení, dokládá je však název Kambodunon (latinsky Cambodunum) keltského původu. Roku 15 př. n. l. oblast ovládla římská vojska pod vedením Drusa a jeho bratra Tiberia. Brzy po římské kolonizaci alpského podhůří) je město písemně doloženo, ve IV. knize Strabónovy geografie. Je možné, že v 1. století bylo Cambodunum centrem provincie Raetie. Město zažívalo rozkvět, byly vystavěny lázně, fórum i temply a po požáru z roku 69 n. l. obnoveny v monumentální kamenné podobě, jejich pozůstatky jsou zpřístupněny v archeologickém parku. Ve 3. století město vyplenili Alemani a po nich Svébové, poté přišel úpadek, až v 5. století Římané město zcela opustili.

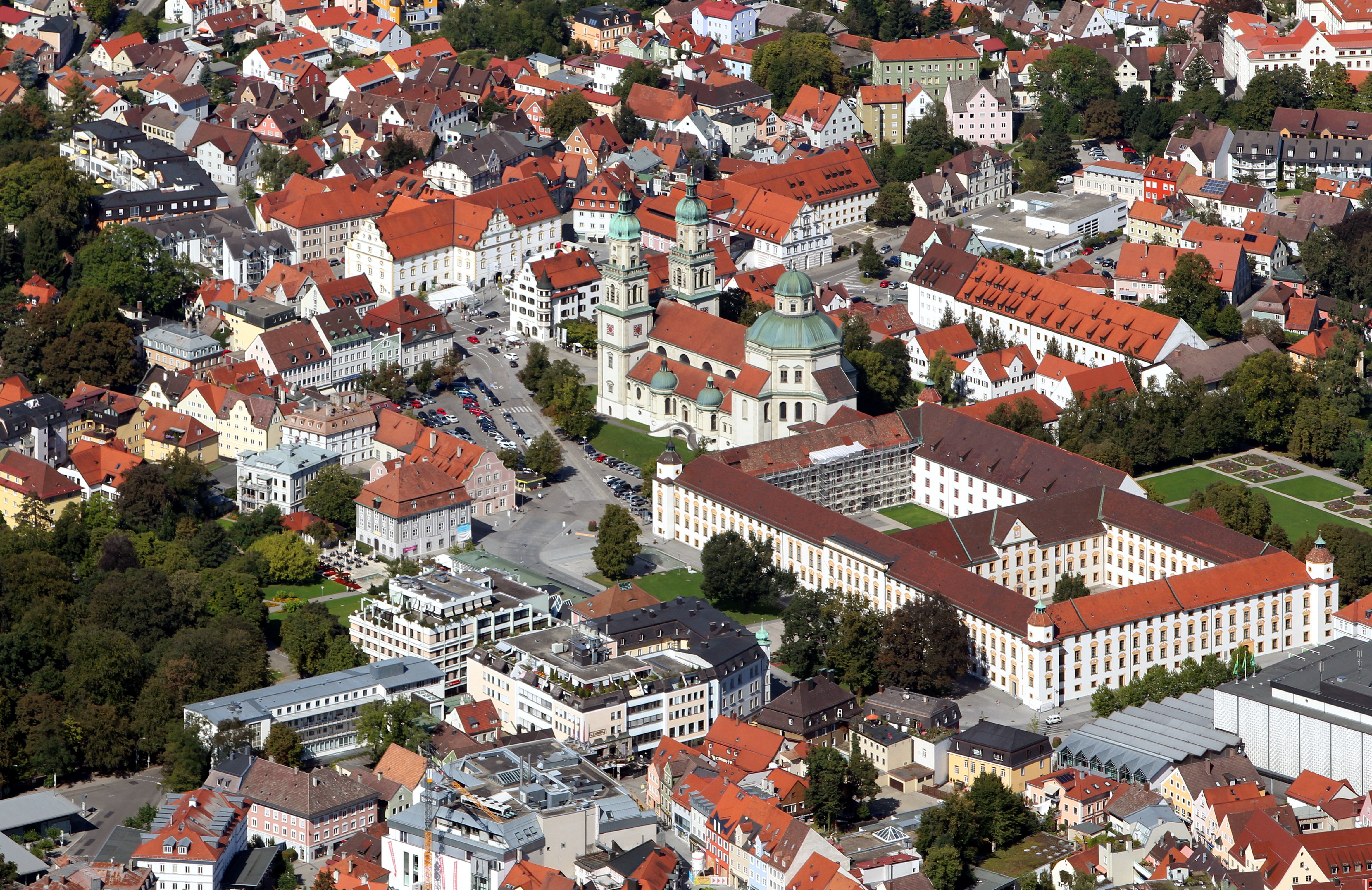
Kostel sv. Vavřince s biskupskou rezidencí (dříve benediktinské opatství

### Středověk
Od roku 740 zde působili mniši z kláštera v St. Gallenu, roku 773 založila královna Hildegarda samostatné opatství benediktinů. Klášter postupně ovládl celé okolí, roku 1213 udělil císař Fridrich II. jeho opatům v léno celé kemptenské hrabství. Samotné město však bylo v roce 1289 na základě privilegia Rudolfa I. z poddanství kláštera vyňato a stalo se říšským městem s právem vlastního opevnění a dalších privilegií. Kolem kláštera pak vzniklo nové město, poddané klášteru. Rozdělení města mezi měšťany a klášter vedlo k častým sporům, které se někdy projevovaly i jako násilné konflikty.

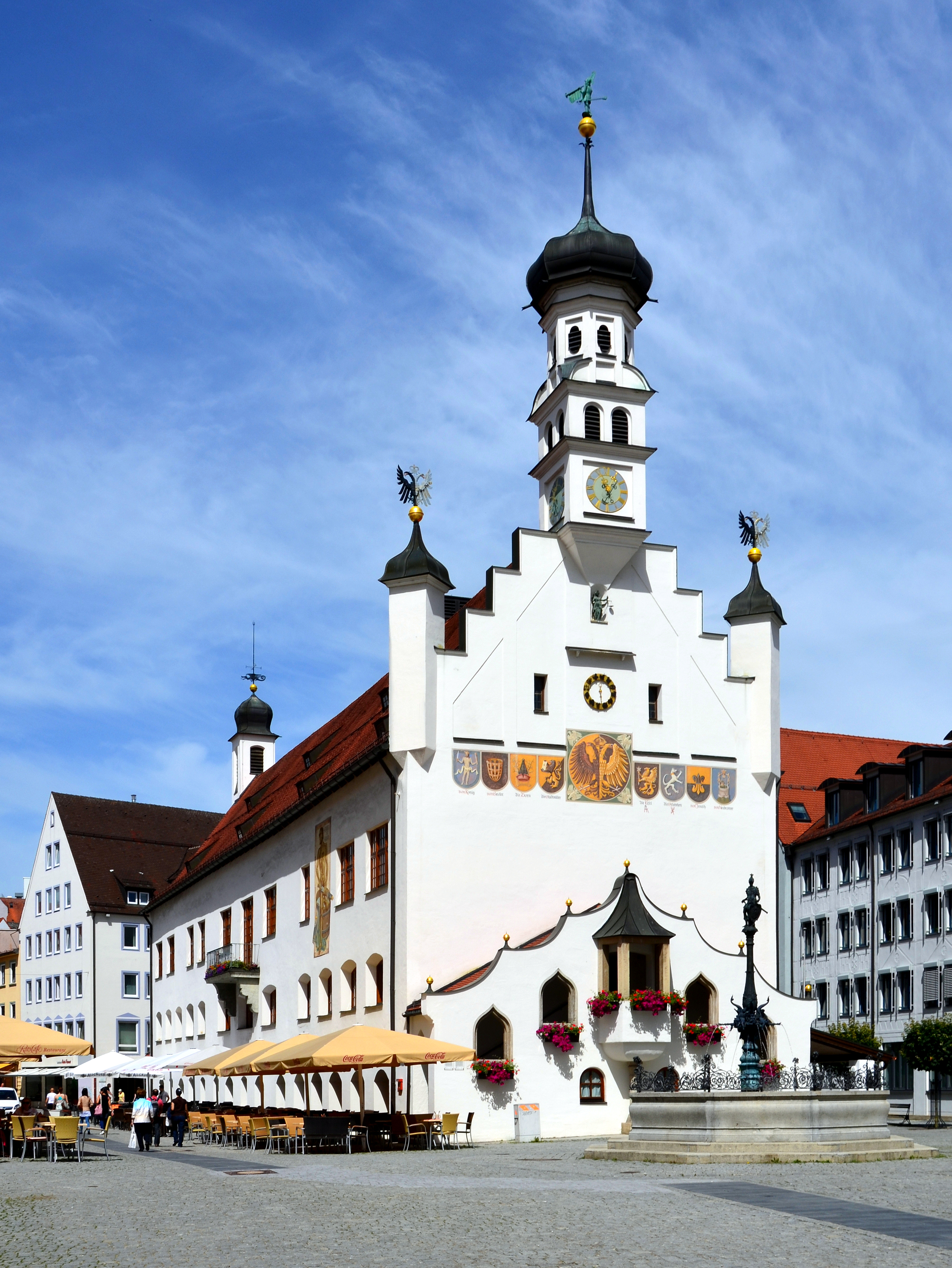
Radnice

### Novověk
V roce 1525 při selské válce byl kemptenský klášter zcela vypleněn jeho vlastními poddanými. Této situace využili kemptenští měšťané a město odkoupilo od opata všechna zbylá práva nad městem za 32 000 zlatých. Město se také přiklonilo k reformaci, ovšem klášteru poddaná část města zůstala nadále katolická.
Za třicetileté války byly obě části města těžce zpustošeny vojsky, přidala se také morová epidemie, takže počet obyvatel poklesl ze 6 000 na 900. Poválečné obnova byla vzhledem k rivalitě obou částí velmi pomalá.
Za napoleonských válek, roku 1802, byl Kempten začleněn do Bavorska a obě části administrativně sjednoceny, sjednocení po stránce společenské a stavební však trvalo dlouhou dobu. Roku 1803 bylo zrušeno opatství.
Industrializace začala v Kemptenu nejprve textilním, papírenským a potravinářským průmyslem. Ve zdejší sirkárně bylo v roce 1898 zaznamenáno vůbec první průmyslové užití vznětového motoru.

## Památky
- Bazilika sv. Floriána s biskupskou rezidencí, bývalým klášterem
- Gotický farní kostel sv. Manga
- Podzemní kaple sv. Erasma
- Radnice s náměstím
- Archeologický park Cambodunum

## Školství
- Vysoká škola aplikovaných věd (Hochschule für angewandte Wissenschaften) byla založena roku 1977.

## Osobnosti

### Rodáci
- Johann Hiebel (1691–1755), český barokní malíř, freskař a ilustrátor
- Karl-Heinz Braun (* 1930) , bývalý eichtättský biskup
- Reinhard Furrer (1940–1995), rakousko-německý fyzik a astronaut
- Michael Peinkofer (* 1969), německý publicista a překladatel

### Sudetští Němci z českých zemí
Žili a zemřeli zdeː
- Gustav Ginzel (1932–2008), cestovatel, zakladatel Jizerské padesátky
- Rudolf Kauschka (1883–1960), cestovatel
- Ferdinand Kuschel (1899–1966), sochař a malíř

## Partnerská města
- Bad Dürkheim, Porýní-Falc, Německo, 2001
- Quiberon, Francie, 1971
- Sligo, hrabství Sligo, Irsko, 1990
- Sopron, Maďarsko, 1987
- Trento, Itálie, 1987